# Elaphoglossum hellwigianum
Elaphoglossum hellwigianum är en träjonväxtart som beskrevs av Eduard Rosenstock. Elaphoglossum hellwigianum ingår i släktet Elaphoglossum och familjen Dryopteridaceae. Inga underarter finns listade.